# Oosters-orthodoxe kerken

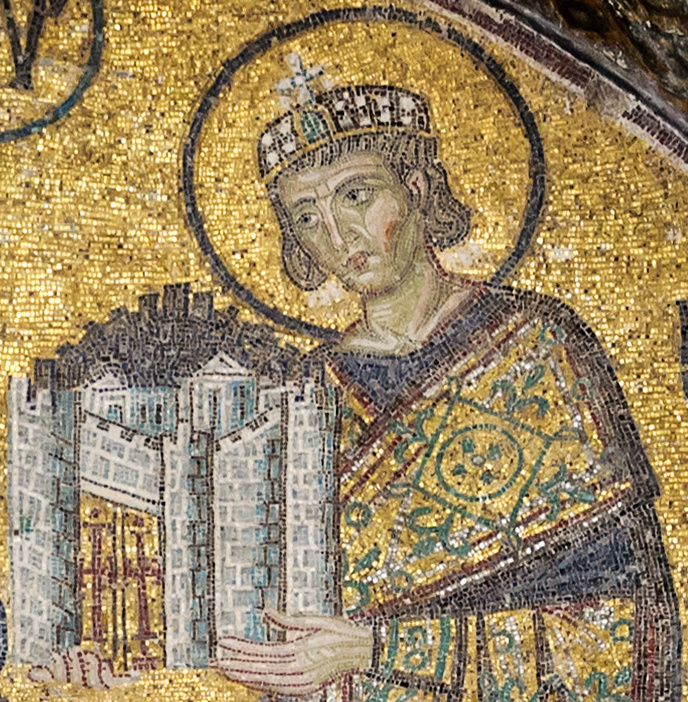
Constantijn de Grote, mozaïek in de Hagia Sophia, ca. 1000

De Oosters-Orthodoxe Kerk, officieel de Orthodoxe Katholieke Kerk genoemd, is een stroming binnen het christendom die zichzelf beschouwt  als directe voortzetting van de 'ene, heilige, katholieke en apostolische' kerk. De Griekse naam 'orthodox' betekent letterlijk 'rechtgelovig', 'het ware geloof behoudend'. Als de oosters-orthodoxe gezindheid bedoeld wordt, die deze Kerk in de maatschappij vertegenwoordigt, wordt ook wel 'oosters-orthodoxe kerk' geschreven, zonder beginhoofdletters.
De oosters-orthodoxe kerk verstaat onder 'geloof' niet zozeer het aannemen van een systeem van dogmatische of morele regels, maar vooral de biddende gerichtheid op het hemelse. De orthodoxe kerk is in de eerste plaats een liturgische en (aan)biddende kerk; de doctrine en ethiek kunnen alleen binnen de context van deze goddelijke aanbidding worden uitgelegd. De vooraanstaande, orthodoxe theoloog George Florovsky drukte dit als volgt uit: 'Het christendom is een liturgische religie: eerst komt de aanbidding, vervolgens de doctrine en ten slotte de discipline'.
De orthodoxe kerk kent een groot aantal aangesloten kerken met elk een eigen hoofd. Meestal zijn ze per land georganiseerd. De orthodoxe kerk vormt binnen het christendom de groep chalcedoonse orthodoxe kerken: kerken die de leer van het concilie van Chalcedon volgen. De orthodoxie aanvaardt alleen de dogma's die vastgelegd zijn in de eerste zeven oecumenische concilies. Het grote schisma in de 11e eeuw (1054) tussen het oostelijke en het westelijke deel van de christenheid van het vroegere Romeinse Rijk, leidde tot de scheiding tussen de orthodoxe of Byzantijnse patriarchaten en het patriarchaat van Rome, de katholieke of Latijnse Kerk.
Hoewel de term "oosters" nog steeds gebruikelijk is, kan deze benaming in de huidige tijd misleidend zijn, daar de orthodoxe kerk thans ook bisdommen telt in West-Europa en vrijwel overal ter wereld. Het aantal orthodoxe gelovigen wereldwijd varieert volgens schattingen van 225 tot 300 miljoen. De situatie waarin veel lokale orthodoxe kerken leven, belemmert betrouwbare statistieken.

## Geschiedenis

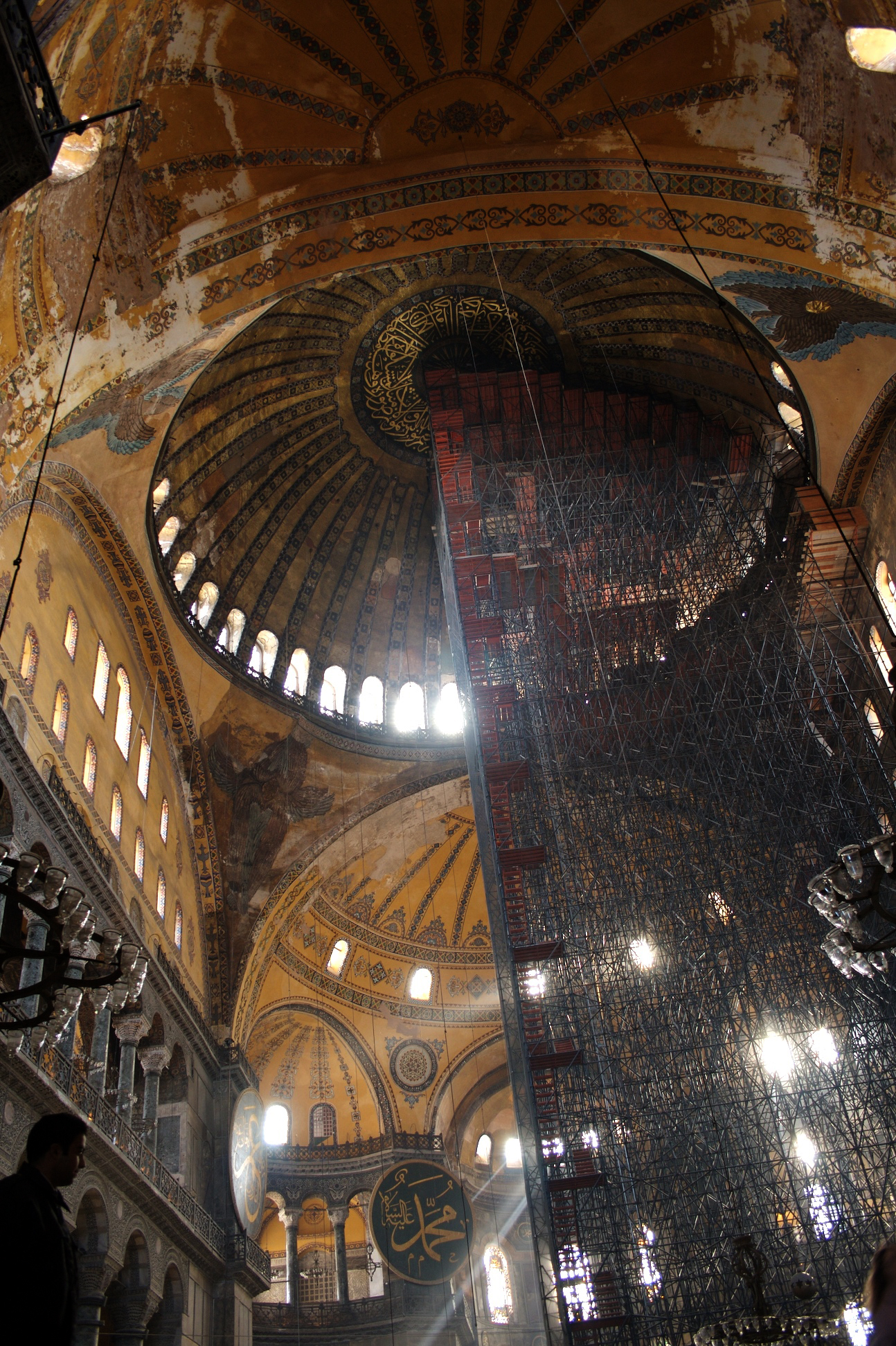
Het interieur van de Hagia Sophia in Istanboel, een voormalige kathedraal, moskee, voormalig museum en sinds 2020 weer een moskee

De oorzaak van het schisma tussen de kerk van Constantinopel en die van Rome wortelt in de eerste eeuwen na Christus, tegen de bestuurlijke en maatschappelijke achtergrond van het Romeinse Rijk en moet gezocht worden in de culturele en theologische verschillen tussen de oostelijke en westelijke wereld, evenals in de toenmalige heersende politieke verhoudingen en een strijd om invloed en macht tussen twee leiders.
Na de vestiging van het Byzantijnse Rijk, met Constantinopel als hoofdstad, de meest welvarende stad van beide Romeinse Rijken, was de kerkelijke patriarch van Constantinopel van mening dat hij, als leider van het "nieuwe Rome" de spirituele leider was van de héle (zijn eigen) kerk. De paus, patriarch van Rome, zag zichzelf als opvolger van de apostel Petrus en eiste ook het gezag over de oosterse patriarchaten op. Wanneer de paus van Rome beweerde dat hij de opvolger van Petrus was, gebaseerd op Matteüs 16:19, verwezen de patriarchen van het oosten naar Matteüs 18:18, waar staat dat de 12 apostelen samen dezelfde macht en autoriteit hadden om de zonden van de mensen kwijt te schelden.
Bovendien waren er ook tegenstrijdigheden over de canonieke en juridische status van de kerk binnen het Romeinse Rijk. Het wantrouwen werd nog groter door de culturele en nationale verschillen tussen het Griekse oosten en het Latijnse westen.
De confrontatie tussen Oost en West duurde, met tijdelijke pauzes en periodes van vrede, van midden 9e eeuw tot 1054. De rechtstreekse aanleiding tot het schisma was de toevoeging door de westerse kerk van het Filioque aan de geloofsbelijdenis of het Credo van Nicea-Constantinopel. Aangezien deze toevoeging niet door een oecumenisch concilie was aanvaard, kon de Oosterse Kerk deze onmogelijk accepteren. Het Oosten beschouwde het Filioque als theologisch onjuist. Een legaat van de paus van Rome excommuniceerde de Kerk van Constantinopel en alle andere orthodoxe kerken, die de toevoeging van het Filioque niet aanvaardden. Paus Leo IX excommuniceerde de patriarch van Constantinopel, en Michaël I van Constantinopel deed op zijn beurt de paus in de ban.
Na de scheiding tussen het patriarchaat van Rome en de oosterse patriarchaten namen de al bestaande verschillen tussen hen verder toe in aantal. Niet enkel voor wat betreft de liturgische praktijk in de eredienst, maar evenzeer ging dit op voor de canonieke en de dogmatische verschillen. De roomse paus organiseerde en financierde zware militaire expedities, door kerkelijke kringen later kruistochten genoemd, waardoor de relaties verder verslechterden tussen de orthodoxie en de Latijnse kerk. Toen de roomse paus in 1202 de aanvoerders van de Vierde Kruistocht als opdracht meegaf Constantinopel in te nemen, en de stad door een barbaars handelend leger geplunderd en bijna volledig verwoest werd, was de breuk een feit.

## Kenmerken

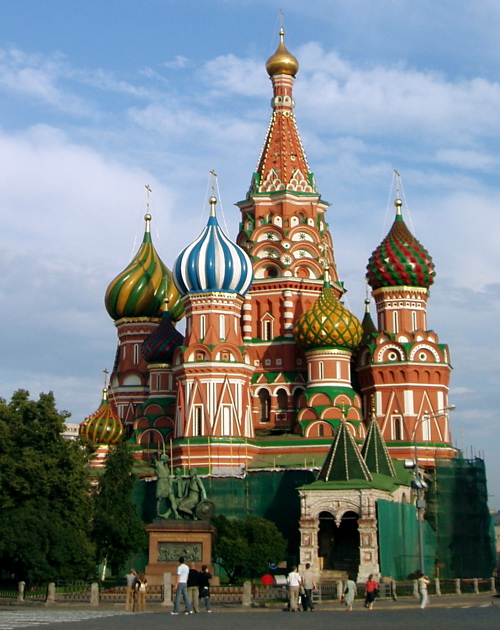
Kathedraal van de Voorbede van de Moeder Gods in Moskou

De orthodoxe kerk definieert zichzelf als trouw aan het onveranderlijk apostolisch geloof. Haar apostolische 'originaliteit' en 'katholiciteit' garandeert haar verticale volheid van de 'Goddelijke waarheid'. De 'door God bestemde redding van alle volkeren' wil ze nastreven door horizontale verspreiding van die waarheid over de wereld.
De orthodoxe kerk definieert zichzelf eveneens als trouw aan de kerkelijke hiërarchische structuur. De dogmatische beslissingen genomen door de eerste zeven oecumenische concilies drukken volgens de Kerk de eeuwigdurende waarheid van de Heilige Geest uit.
Deze laatste wordt beschouwd als de 'Gever van de onfeilbaarheid' aan de 'Kerk van Christus', terwijl het verenigde orthodoxe episcopaat als het kanaal voor het doorgeven van deze onfeilbaarheid geldt. Nochtans wordt geen enkele individuele bisschop noch het episcopaat in zijn geheel ‘’automatisch’’ als onfeilbaar beschouwd. In overeenstemming met de orthodoxe theologie is het hoofd van de orthodoxe kerk haar eigen stichter – Jezus Christus. De hoogste autoriteit in de zichtbare kerk komt aan geen enkele patriarch of bisschop toe, maar alleen aan het oecumenisch concilie van alle bisschoppen. De beslissingen van een oecumenisch concilie zijn bindend voor de gehele kerk. Geen enkele autocefale kerk kan een beslissing van een oecumenisch concilie veranderen. De lokale kerken kunnen dogma's, morele regels, liturgie of heilige canons die door een oecumenisch concilie werden opgelegd niet veranderen.
Zoals hierboven reeds vermeld erkent de orthodoxe kerk uitsluitend de beslissingen van de zeven eerste oecumenische concilies (inclusief het Concilie van Nicea in 787).
De orthodoxe kerk ziet de zichtbare eenheid als een wonder van vrijwillige eenstemmigheid van alle gelovigen in de geest van vrijheid. De verificatie van getrouwheid gaat door een proces van aanvaarding; dit is door vrije aanvaarding (of verwerping) van ieder lid van de kerk, ongeacht zijn hiërarchische status. Volgens de kerk is het alleen de getuigenis van de Heilige Geest in iedere bisschop, priester of leek die de innerlijke overtuiging schenkt dat een bepaald concilie waarlijk door God is bezield en daarmee oecumenisch waardig en aanvaardbaar is.

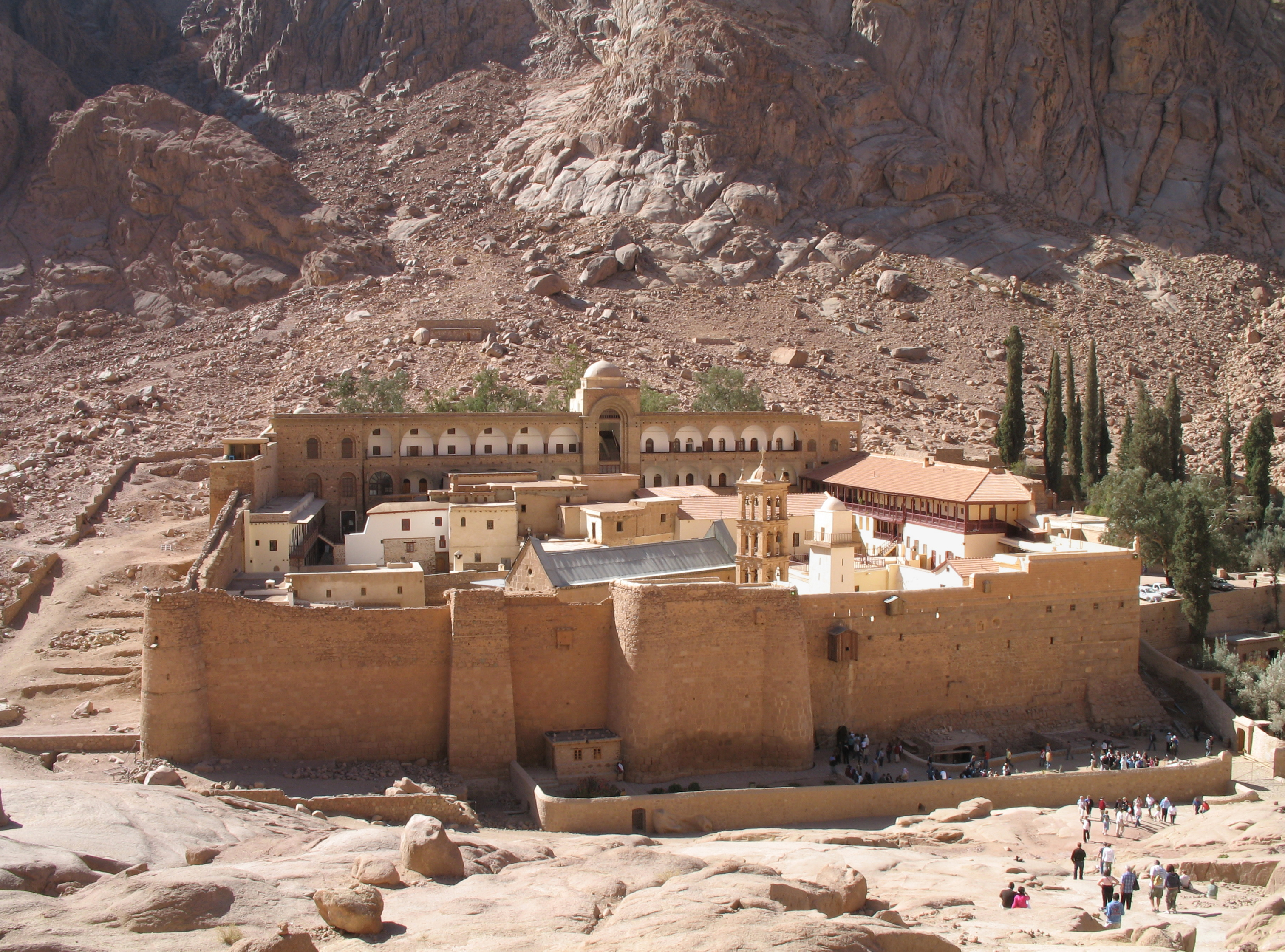
Sint-Katharinaklooster

Het derde kenmerk van de orthodoxe kerk is haar gedecentraliseerde structuur. Zij heeft geen geografisch of administratief centrum in deze wereld, maar beschouwt als centrum het Hemelse Jeruzalem en in het bijzonder de Heilige Drie-eenheid.
De orthodoxe kerk bestaat uit administratief onafhankelijke autocefale en autonome lokale kerken. Ondanks deze administratieve decentralisatie beschouwt de kerk zich als één geestelijk 'Lichaam van Christus'.
De interne organisatorische eenheid van de orthodoxie wordt uitgedrukt in het geloof (het sacramentele leven in gebed en eucharistische communio). Iedere gelovige of priester van welke lokale kerk of nationaliteit dan ook dient zich dan ook thuis te voelen in elke orthodoxe kerk op aarde.

## Orthodoxe theologie

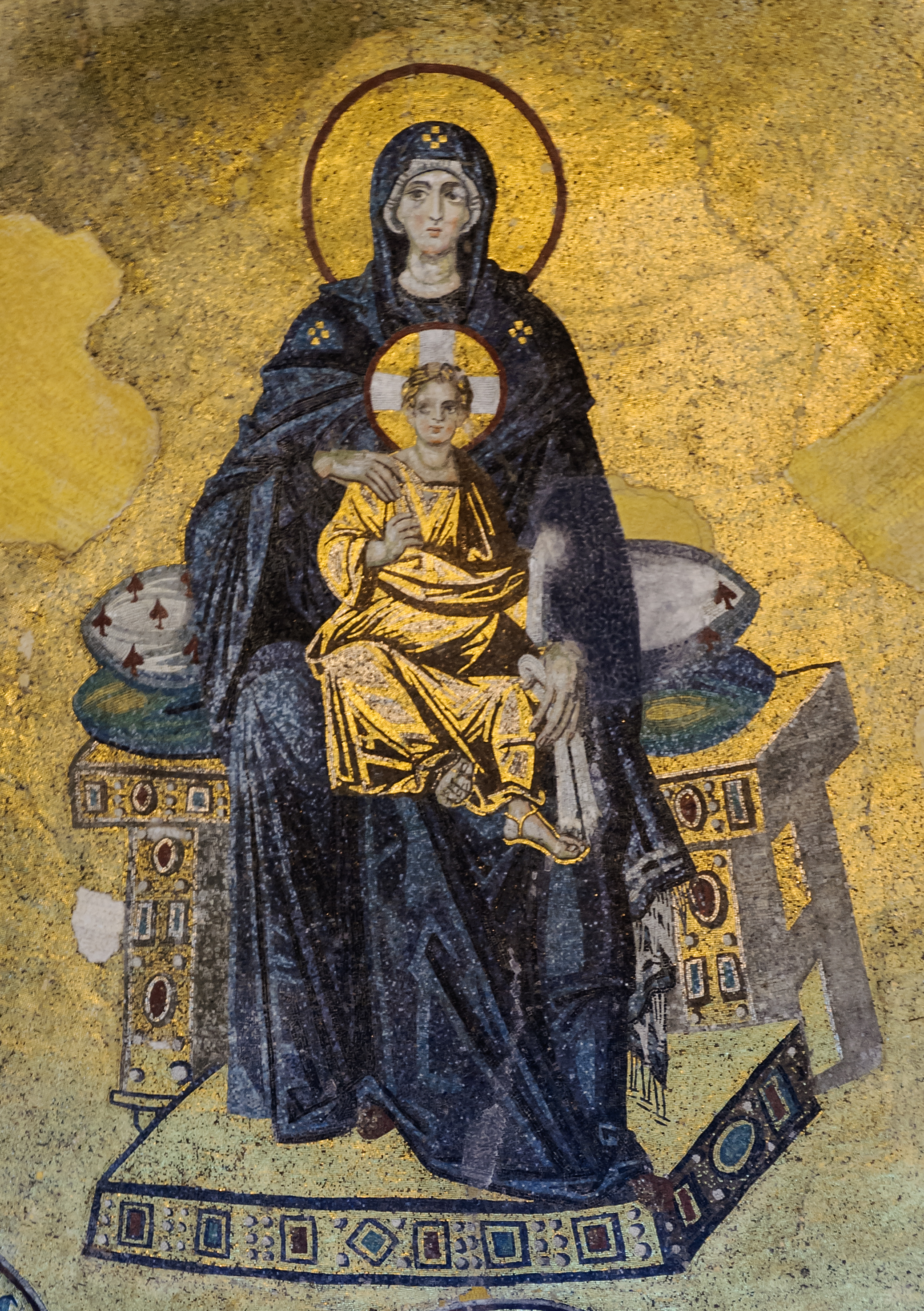
Theotokos

De orthodoxe theologie baseert zich op Gods openbaring. Deze openbaring kan men deelachtig worden door geregenereerde rede en niet door piëtisme of theoretisering of overdreven rationalisme. De 'wetenschappelijke methode' van de orthodoxe theologie zou door het volgende vers uit de kerkhymnen kunnen worden uitgedrukt: “Moge mijn hart vrees en nederigheid omvatten, zodat ik niet door hoogmoed van U afval, O Gij genadevolle.”
Volgens de orthodoxe leer is rijkdom van Gods kennis enkel toegankelijk langs de synergie tussen de genade van de Heilige Geest en het vrije geweten van de gelovige. Dit betekent echter niet dat de orthodoxie het menselijk verstand en de filosofie verwerpt. Ze erkent hun belang, maar stelt dat deze alleen menselijke manifestaties zijn en daarmee van relatieve waarde zijn.
Volgens de orthodoxen werd het begrijpen van Gods kennis mogelijk door de leer van de kerkvaders die voor de orthodoxe gelovigen gezaghebbend is. Maar ook het gebedsleven en de persoonlijke ascese spelen een grote rol. Ascese, mysticisme en spirituele beproeving zijn onmisbare elementen van de orthodoxie.
Orthodoxe theologie is volgens de orthodoxe kerk het levende antwoord op de manifestatie van de Heilige Geest, uitgedrukt in liturgie, gebed, heiliging en elk levensaspect. Het is de grond waarin de gelovigen kunnen groeien om “in staat te zijn met alle heiligen te vatten wat de lengte en de breedte en diepte en hoogte is van Christus – die alle kennis te boven gaat – en om de volheid te bereiken die de volheid van God zelf is.” (Efez. 3:18-19).

## Organisatie

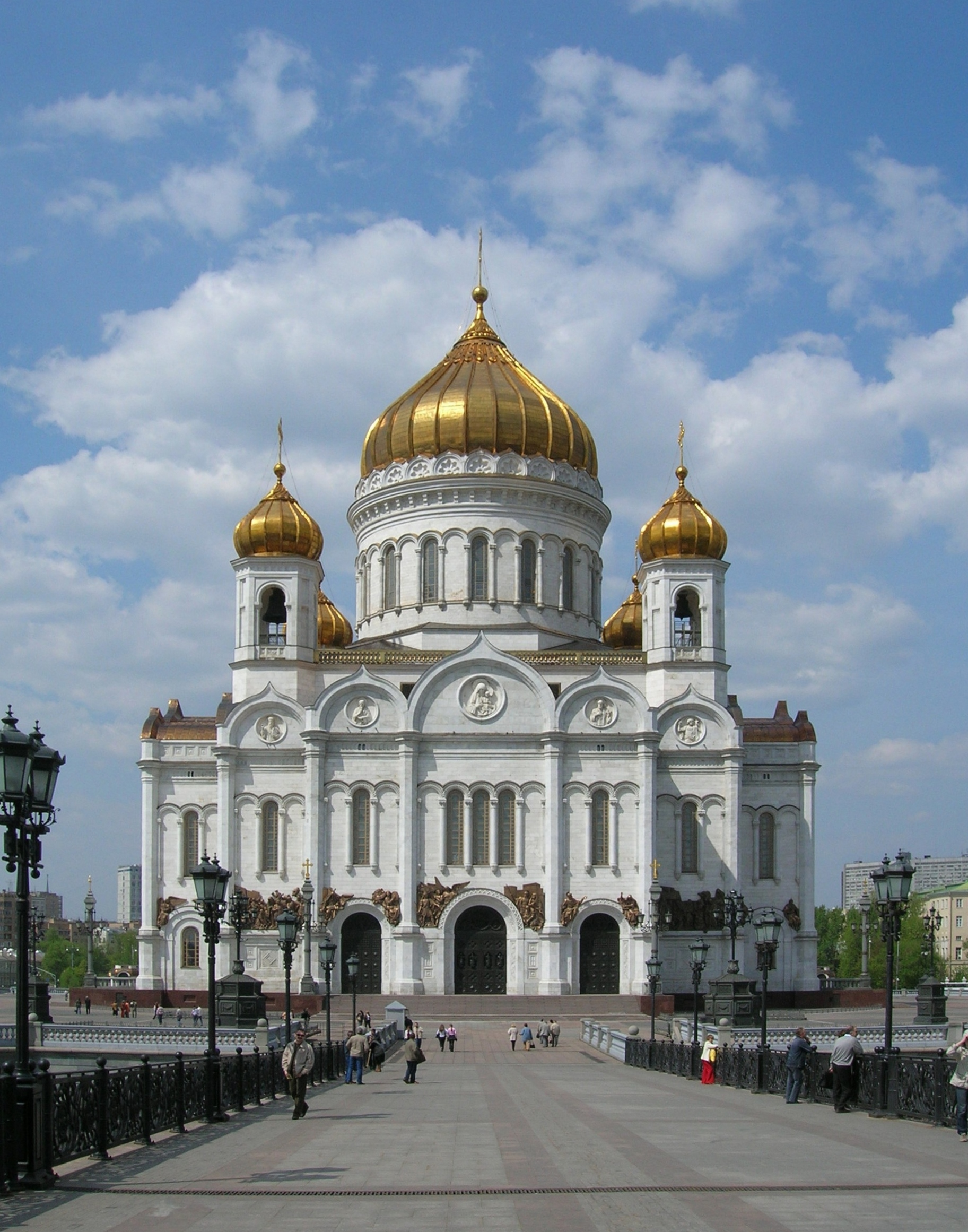
De Christus Verlosserkathedraal in Moskou

De orthodoxe kerk kent een groot aantal kerken met elk een eigen hoofd; meestal zijn ze nationaal georganiseerd. Het ontstaan van deze nationale kerken kan uit specifieke culturele, geografische, politieke en historische omstandigheden worden verklaard.
Zoals hierboven reeds vermeld beschouwen alle orthodoxe gelovigen zich als leden van de ene en dezelfde kerk, de Heilige Orthodoxe Kerk, ook wanneer zij organisatorisch en jurisdictioneel, kerkrechtelijk niet onder de kerk uit hun land van herkomst staan. Deze culturele, linguïstische, geografische en geschiedkundige verscheidenheid, die tot het zelfbegrip van de orthodoxie behoort (zie hierboven), deelt de kerk niet op in meerdere van elkaar gescheiden of verschillende orthodoxe kerken. Zij zijn allemaal met elkaar verbonden door hetzelfde geloof (Heilige Schrift, oud-kerkelijke geloofsbekentenissen, kerkelijke overleveringen, oecumenische concilies), hetzelfde godsdienstig leven, dezelfde kerkrechtelijke bepalingen en dezelfde kerkordening.
Hun totaal aantal gelovigen wordt geschat op 225 tot 300 miljoen gelovigen. Deze kerken worden niet centraal geleid zoals de Rooms-Katholieke Kerk. Ze kennen geen equivalent voor de hoogste autoriteit, met name de paus. In principe zijn alle bisschoppen gelijk, in de praktijk zijn er bepaalde gradaties.
De oecumenisch patriarch van Constantinopel is de ereprimaat van de gehele Oosters-Orthodoxe Kerk. Hij fungeert als voorzitter en heeft als primus inter pares (eerste onder gelijken) een moreel leiderschap, maar geen autoriteit.
Men maakt een onderscheid tussen autocefale en autonome kerken:
- De autocefale kerken of kerken met een eigen hoofd worden bestuurd door een patriarch, metropoliet of een aartsbisschop. Zij bestaan uit:
  - De "oude" patriarchaten: Constantinopel, Alexandrië, Antiochië en Jeruzalem.
  - De "nieuwe" patriarchaten: Moskou, Servië, Roemenië, Bulgarije en Georgië.
  - De andere autocefale Kerken: Griekenland, Cyprus, Polen, Albanië, Tsjechië en Slowakije.

Vrij ingewikkeld is de situatie binnen de Oekraïens-Orthodoxe Kerk.
- De autonome kerken zijn semi-zelfstandig: zij hebben hun eigen organisatorische structuur, maar hangen voor de benoeming van bisschoppen af van een patriarchaat.

De voornaamste zijn de Russisch-Orthodoxe Kerk in het Buitenland (New York), de Orthodoxe Kerk in Amerika (Washington) en die van Finland (Kuopio), Estland (Tallinn), Letland (Riga) en Moldavië (Chisinau).
Er zijn ook grote groepen orthodoxe christenen die in de diaspora leven: in West-Europa, Noord- en Zuid-Amerika, Australië, Alaska, China en Japan (Tokio). Daarnaast zijn er een aantal voornamelijk Griekse en Russische ‘missiekerken’ in Afrika, Indonesië, Korea enzovoorts.
Drie principes bepalen de verhoudingen tussen de verschillende orthodoxe kerken:
1. Het Principe van Gelijkheid.
Alle orthodoxe kerken zijn onder elkaar gelijk. Het Oecumenisch patriarchaat van Constantinopel kan initiatieven nemen in aangelegenheden die de gezamenlijke, gehele orthodoxie aangaan.
2. Het Principe van de Zelfstandigheid.
Alle orthodoxe kerken zijn in hun eigen gebied zelfstandig. Zij regelen het kerkelijk leven en de vieren de eredienst meestal in de landstaal. Ze heten daarom ook autocefale of autonome kerken. Ze dragen de titel patriarchaat, metropolie, aartsbisdom of autonome kerk.
3. Het boven alles uitgaande Principe van de Koinonia.
Dit impliceert de eenheid van de conciliaire en synodale gemeenschap. De eenheid van de Kerk wordt bewaard door het gemeenschappelijke geloof, dezelfde eredienst, het gemeenschappelijk canoniek recht, dezelfde kerkelijke ordening, dezelfde dienstverlening (diakonia), dezelfde verkondiging (martyria) en het gemeenschappelijk dogma. Dit mondt uit in de canonieke gemeenschap van alle orthodoxe kerken.
De lokale orthodoxe kerken werden, als gevolg van historische omstandigheden en politieke processen, dikwijls de behoeders van de nationale cultuur en identiteit. Dit gebeurde vooral wanneer een land als staatkundige entiteit ophield te bestaan en alle instituties waren weggevallen. Als voorbeeld hiervan kan de Ottomaanse overheersing op de Balkan van de 15e tot de 19e eeuw worden genoemd. In deze periode raakten kerk en nationaal bewustzijn gaandeweg met elkaar vervlochten, waardoor nationale kerken ontstonden.

## Kalender
Terwijl de veranderlijke feesten (zoals Pasen en Pinksteren) in alle orthodoxe kerken volgens de juliaanse kalender worden gevierd (behalve in Finland en enkele parochies in Tsjechië en Slowakije), heeft een aantal kerken in de jaren 20 van de 20e eeuw voor de vaste feesten (zoals Kerstmis en de doop van Christus) de zogenaamde neo-juliaanse kalender ingevoerd, die tot het jaar 2800 overeenkomt met de westerse gregoriaanse kalender, maar hier 13 dagen op achterloopt. Andere kerken houden geheel vast aan de juliaanse kalender, ook voor deze feesten, zodat bijvoorbeeld Kerstmis in Griekenland op 25 december, maar in Rusland, Oekraïne en Servië alleen op 7 januari (=de "oude" 25 december) wordt gevierd. De hervormde kalender heeft in sommige landen tot veel discussie geleid en tot de afscheiding van de oud-kalendaristen; de meeste orthodoxe kerken zijn echter in communio met elkaar ongeacht hun kalenderkeuze.

## Orthodoxie vandaag
De orthodoxe kerk heeft – meer dan alle andere christelijke kerken – in haar geschiedenis vervolgingen gekend. Dit heeft een diepe stempel op deze kerk gedrukt. Daarnaast heeft ze altijd in een min of meer problematische verhouding gestaan tot de wereldlijke, keizerlijke machthebbers, hetgeen soms tot caesero-papistische tendensen geleid heeft. Deze tendensen werden niet alleen gevoed door de kerk, maar ook door monarchistisch-religieuze aanspraken van de Byzantijnse keizers en Russische grootvorsten en tsaren. Er zijn evenwel ook botsingen geweest tussen kerk en wereldlijke machthebbers, zoals het conflict tussen Ivan IV en het hoofd van de Russisch-Orthodoxe Kerk, metropoliet Filip.
De hedendaagse situatie van de orthodoxe kerk in de wereld is gekoppeld aan problemen ten gevolge van sociale en politieke veranderingen na de beide wereldoorlogen en na tal van revoluties. Deze problemen doen zich voor op politiek, economisch en zelfs canoniek vlak. Het orthodoxe geloof is echter, na de periode van het iconoclasme in de 8e en 9e eeuw, gevrijwaard gebleven van grote dogmatische problemen en geschillen.
Historische omstandigheden hebben een succesvolle missionering door de orthodoxe kerk lange tijd niet toegestaan. In vergelijking met de rooms-katholieke missionaire activiteiten en protestantse christelijke zending was missionering bijna volledig onbekend.
De meest bekende missie was die door de Russisch-Orthodoxe Kerk van Russisch-Amerika onder de Aleoeten en de Yupik.
De grootste missionering van de 20e eeuw vond plaats in de Verenigde Staten en Canada via orthodoxe emigranten en vluchtelingen.
In Afrika is de orthodoxe kerk spontaan gegroeid in Oeganda, Kenia, en Congo-Kinshasa onder de jurisdictie van het Grieks-orthodox patriarchaat van Alexandrië (patriarch Theodorus II van Alexandrië). In Azië is er de Autonome Orthodoxe Kerk van Japan onder bescherming van het patriarchaat van Moskou.
Binnen de orthodoxe kerk is diaconie niet geïnstitutionaliseerd zoals in sommige andere kerken. Deze omstandigheid heeft dienstbaarheid aan de naaste evenwel nooit in de weg gestaan: de geschiedenis laat talloze voorbeelden zien van vorsten en kloosters die de nood van armen en hulpbehoevenden hebben gelenigd. Sinds 1991 trekt de overheid in post-communistische landen zich steeds meer terug uit de verzorgingsstaat en komen er vanuit de kerk steeds meer initiatieven voor naastenzorg. Men richt zich voornamelijk op verstandelijk gehandicapten, psychiatrie, verslaafden, prostituees en dak- en thuislozen. Vaak verlenen vanuit kloosters monniken en monialen deze zorg, maar er zijn ook vrijwilligers uit parochies actief.

## Verschillen met de Rooms-Katholieke Kerk
De oosters-orthodoxe en de rooms-katholieke kerk hebben overwegend dezelfde geloofsleer. Als verschilpunten kunnen summier vermeld worden:
- De universele jurisdictie en onfeilbaarheid van de paus wordt door de orthodoxen niet erkend. De pauselijke suprematie wordt niet aanvaard, omdat deze tegen de conciliaire structuur van de kerk is.
- Bisschoppen zijn enkel opvolgers van de apostelen en niet van Christus. Vandaar dat de laat-middeleeuwse bewering van de paus van Rome dat hij de plaatsvervanger van Christus zou zijn voor de orthodoxen onaanvaardbaar is. Tijdens het eerste millennium van de onverdeelde kerk werd hij canoniek enkel als de opvolger van de apostel Petrus erkend, zijnde de eerste onder de gelijken. Voornoemde bewering verdeelt de Hemelse en de aardse kerk in twee entiteiten. Christus staat voor de orthodoxen aan het hoofd van beide.
- Een historisch strijdpunt met de westerse kerken is de theologische kwestie over het ontstaan van de Heilige Geest; in het Westen heeft men in de achtste eeuw aan de geloofsbelijdenis van Nicea-Constantinopel het zogenaamde Filioque toegevoegd: vanaf dat moment leerde de Rooms-Katholieke Kerk dat de Heilige Geest niet alleen uit de Vader, maar ook uit de Zoon voortkomt.

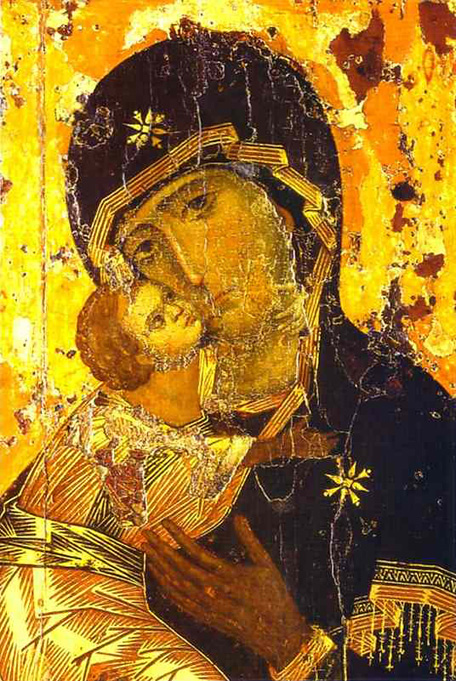
Icoon van de Moeder Gods van Vladimir, een van de meest vereerde iconen in Rusland (fragment)

- De Orthodoxe Kerk verwerpt de leer van het Vagevuur, de doop met enkel besprenkeling (dus alleen volledige onderdompeling), het niet toestaan van een scheiding tussen man en vrouw (in de Orthodoxe Kerk tot twee keer toe toegestaan) en het gebruik van ongezuurd brood bij de liturgie. De Onbevlekte Ontvangenis van Maria en de Hemelvaart van Maria zijn geen dogma's in de orthodoxe kerk.
- Kenmerkend is het gebruik van de vele iconen, naast fresco's en mozaïeken, in de Oosters-Orthodoxe Kerk. In de Kerk van het Westen hebben afbeeldingen van Christus, Maria en heiligen een functie in het religieuze onderricht en in het devotieleven, als hulpmiddel om de meditatie en het gebed geconcentreerder en intenser te maken. In de kerken van het Oosten vervullen ze samen met de overige kunstwerken, zoals voornoemde mozaïeken en fresco's, ook in de liturgie een functie die gelijkwaardig is aan het luisteren naar de Heilige Schrift. "Zoals de waarheid van het geloof zich aan de oren openbaart, zo openbaart zij zich aan de ogen via de icoon" (Heilige Basilius, kerkvader uit de 4e eeuw).
- De liturgie is anders en wordt als onveranderlijk beschouwd. De mensen staan in plaats van te zitten. Tussen altaar en gelovigen bevindt zich een iconenwand of iconostase. Deze vormt de scheiding tussen de altaarruimte en het schip van de kerk.
- In westerse kerken, met hun duidelijke lengteas, worden de gebeurtenissen afgebeeld in hun chronologische volgorde, van west naar oost. Zij vormen als het ware 'een boek aan de wand'. In de grote Byzantijnse kerken zijn de afbeeldingen vanwege de liturgische functie gerangschikt in een cirkel in de koepel.
- De twaalf grote kerkelijke feestdagen, afgebeeld in de koepel, staan voor een zich steeds herhalende cyclus in de kosmos. De feestdagen komen in het Oosten deels overeen met die in het Westen, maar er zijn ook verschillen in belangrijkheid. Dat zijn: de Geboorte van de Moeder Gods (8 september), de Kruisverheffing (14 september), de Opdracht van de Moeder Gods in de Tempel (21 november), Kerstmis (25 december), de Openbaring (6 januari), Presentatie van onze Heer en God en Verlosser in de Tempel (2 februari), de Verkondiging aan de Moeder Gods (25 maart), Palmzondag, Pasen, Pinksteren, de Transfiguratie (6 augustus) en het Ontslapen van de Moeder Gods (15 augustus). Opvallend is de belangrijke rol van de gedachtenis aan Maria in het verlossingswerk van haar zoon en het ontbreken van Witte Donderdag en Goede Vrijdag in de rij van die oosterse twaalf belangrijkste hoogfeesten.

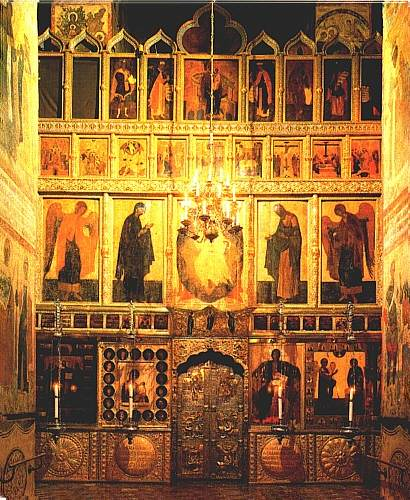
Iconostase in de Kathedraal van de Annunciatie in het Kremlin

- De oosterse spiritualiteit is sterk beïnvloed door het monnikendom. Het Jezusgebed is een kort gebed dat door de monniken, maar ook door veel leken, voortdurend herhaald wordt bij alle bezigheden.
- Priesters (en de lagere clerus) kunnen en mogen gehuwd zijn. Hun priesterwijding bevestigt hun gehuwde of celibataire levensstaat (vergelijkbaar met de diakens in de katholieke kerk). Bisschoppen worden altijd uit monniken gekozen en zijn altijd ongehuwd.
- De orthodoxe gelovigen slaan het kruis andersom. Bij katholieken begint men het slaan van het kruis van boven naar beneden en vervolgens van links naar rechts, terwijl de orthodoxen van boven naar beneden en vervolgens van rechts naar links hun kruis slaan. Ook is het verschil in het slaan van een kruis dat de orthodoxen daarbij hun duim, wijs- en middelvinger tegen elkaar aandrukken.
- Een aantal kerken gebruikt de juliaanse kalender.
- De Rooms-Katholieke Kerk en de protestantse kerken hebben een meer naar buiten gekeerd karakter dan de orthodoxe kerk, die het accent meer legt op mystiek, spiritualiteit en inkeer. Uit deze omstandigheid is de traditionele opvatting voortgekomen dat het rooms-katholicisme en het protestantisme "dynamischer" zouden zijn en de oosterse orthodoxie "statischer".

Naast de oosters-orthodoxe kerk zijn er de oriëntaals-orthodoxe kerken en de oosters-katholieke kerken. Deze laatste zijn de zogenoemde uniaten of geünieerde kerken: zij erkennen het gezag van de paus van Rome, maar behouden de uiterlijke kenmerken (liturgie, geen celibaatsplicht enzovoorts) van de oosterse kerken.